# Rutanya Alda
Rutanya Alda (Rūta Skrastiņa), född 13 oktober 1942, är en lettisk-amerikansk skådespelerska.
Alda föddes i Riga i Lettland som då var ockuperat av Nazityskland. Efter andra världskriget bodde hon flera år som flykting i amerikanska ockupationszonen i Tyskland innan hon och hennes mor och bror fick uppehållstillstånd i USA och hamnade i Flagstaff, Arizona. Hon studerade ekonomi vid Northern Arizona University för att hennes mor ville det, men flyttade sedan till New York för att bli skådespelerska, något hon drömt om sedan fem års ålder. I New York studerade hon skådespeleri under bland andra Barbara Loden.
Innan hon slog igenom som skådespelerska arbetade hon som stand-in under inspelningarna av Rosemarys baby, Funny Girl och Hello Dolly. Bland hennes tidiga filmroller är Brian De Palmas debutfilm Greetings (1968) och uppföljaren Hi, Mom! (1970). Robert Altmans Långt farväl (1973) tog henne till Los Angeles. Enligt sin självbiografi hade Alda vid den här tiden en kärleksaffär med regissören Altman, som var gift. Andra kända filmroller är Mardrömsjakten, Deer Hunter (båda 1978), Mommie Dearest (1981) och Huset som gud glömde 2 (1982). För de två senare nominerades hon till Razzie Awards som sämsta kvinnliga biroll.
Alda var gift med skådespelaren Richard Bright från 1977 till hans död 2006. De har en son.
2015 publicerade Alda boken The Mommie Dearest Diaries: Carl Ann Tells All en memoar med fokus på hennes upplevelser under inspelningen av filmen Mommie Dearest. Alda är medlem i Amerikanska filmakademien.